# Gestaltkonsult
En gestaltkonsult är en organisationskonsult som har gestaltterapin som sin grund. Gestaltteorin understryker betydelsen av att vara i nuet och att individen behöver medvetandegöras om sig själv och sitt beteende. Gestaltterapin menar att ett ökat medvetande i sig leder till förändring.
En gestaltkonsult kallar sig även för proccessledare/förändringsledare/möjliggörare och har ett synsätt som är att utveckling bland annat handlar om att se helheter, öka sin medvetenhet, öka sin förmåga till att vara i kontakt, ta ansvar, leva i nuet och att avsluta oavslutade händelser. Konsulten fokuserar på det som händer på olika systemnivåer som mellan två individer, i en grupp, en avdelning eller hela organisationen. Till skillnad från en terapeut som fokuserar på dialogen med en enskild individ.